# Charles Cousin-Montauban
Charles Guillaume Marie Appollinaire Antoine Cousin-Montauban, 1º Conde de Palikao (pronunciación en francés: /ʃaʁl kuzɛ̃ mɔ̃tobɑ̃ kɔ̃t də palika.o/; 1796-1878), fue un general y estadista francés. 

## Biografía

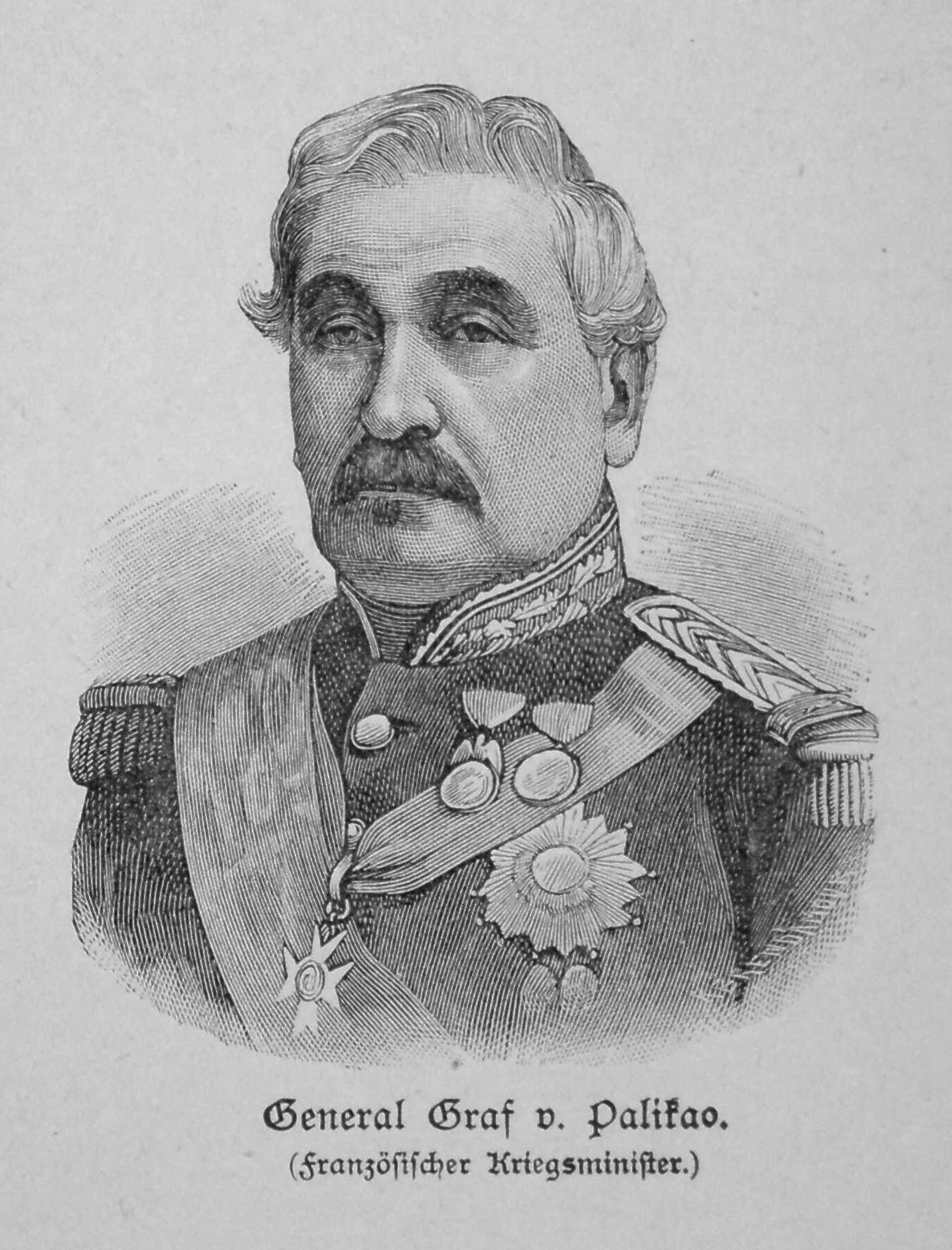
Conde de Palikao

Montauban nació en París. Como oficial de caballería vio servicio mayormente en Argelia. Era todavía solo un coronel cuando en 1847 efectuó la captura de Abdel Kadir. Entre enero de 1855 y noviembre de 1857, Montauban comandó la División de Orán en el occidente de Argelia. En 1855 fue enviado a luchar a Crimea. Fue designado en 1858 al mando en casa, y para finales de 1859 fue seleccionado para liderar las tropas francesas en la expedición anglo-francesa en China. Su conducción de las operaciones no escapó de la crítica, pero en 1862 recibió de Napoleón III, el título de conde de Palikao (de la batalla de Palikao); ya había sido hecho senador.  La acusación de que había adquirido una vasta fortuna por el saqueó del Antiguo Palacio de Verano en Pekín parece que carece de fundamento.
En 1865 fue nombrado al mando del IV Cuerpo de Ejército en Lyon, en cuyo entrenamiento mostró una energía y capacidad administrativa excepcionales. En la guerra franco-prusiana de 1870 no recibió un mando sobre el campo de batalla, pero después de que los desastres iniciales sacudieran al ministerio de Ollivier se le confió por la emperatriz-regente el ministerio de guerra, y se convirtió en presidente del consejo (10 de agosto). Inmediatamente, con gran éxito, reorganizó los recursos militares de la nación. Afirmó haber elevado las fuerzas del Mariscal MacMahon en Châlons a 140.000 hombres, haber creado tres nuevos cuerpos de ejército, 33 nuevo regimientos y 100.000 guardias móviles, y haber llevado las defensas de la capital a un estado de eficiencia; todo esto en 24 días. Concibió la idea de enviar el Ejército de Châlons a levantar el bloqueo de Metz. El esquema dependía de la precisión y rapidez de la que el Ejército de Châlons ya no era capaz, y terminó con el desastre de Sedán. Tras la capitulación del emperador se le ofreció una dictadura a Palikao, pero este rechazó abandonar el imperio, y propuso establecer un consejo de defensa nacional, con él mismo como teniente general del gobierno. Antes de que se tomara una decisión, la cámara fue invadida por una multitud, y Palikao huyó a Bélgica.
En 1871 compareció ante una comisión parlamentaria, y en el mismo año estableció un Ministerio de la guerra de veinticuatro días. Murió en Versalles.